# Bruxelles-Ingooigem 1975
La Bruxelles-Ingooigem 1975, ventottesima edizione della corsa, si svolse l'11 giugno su un percorso di 185 km, con arrivo a Ingooigem. Fu vinta dal belga Marc Meernhout della squadra Carlos davanti ai connazionali Willy Teirlinck e Dirk Baert.

## Ordine d'arrivo (Top 10)
| Pos. | Corridore            | Squadra                        | Tempo    |
| ---- | -------------------- | ------------------------------ | -------- |
| 1    | Marc Meernhout       | Carlos                         | 4h26'00" |
| 2    | Willy Teirlinck      | Gitane-Campagnolo              |          |
| 3    | Dirk Baert           | Carlos                         |          |
| 4    | Eric Jaques          | Carpenter-Confortluxe-Flandria |          |
| 5    | Patrick Sercu        | Brooklyn                       |          |
| 6    | Eric Leman           | Miko-De Gribaldy               |          |
| 7    | Jan Aling            | Gan-Mercier-Hutchinson         |          |
| 8    | Romain Maes          | Carlos                         |          |
| 9    | Herman Van Springel  | Carpenter-Confortluxe-Flandria |          |
| 10   | Arthur Van De Vijver | Carpenter-Confortluxe-Flandria |          |